# FA Charity Shield 1999
Lo FA Charity Shield 1999, noto in italiano anche come Supercoppa d'Inghilterra 1999, è stata la 77ª edizione della Supercoppa d'Inghilterra.
Si è svolto il 1º agosto 1999 al Wembley Stadium di Londra tra il Manchester United, vincitore della FA Premier League 1998-1999 e della FA Cup 1998-1999, e l'Arsenal, secondo classificato nella FA Premier League 1998-1999.
A conquistare il titolo è stato l'Arsenal che ha vinto per 2-1 con reti di Nwankwo Kanu (su rigore) e Ray Parlour dopo il gol del Manchester United realizzato da Dwight Yorke.

## Partecipanti
| Squadre        | Qualificazione                                                       | Partecipazioni precedenti (il grassetto indica la vittoria)                                                     |
| -------------- | -------------------------------------------------------------------- | --- |
| Manchester Utd | Vincitore della FA Premier League 1998-1999 e della FA Cup 1998-1999 | 18 (1908, 1911, 1948, 1952, 1956, 1957, 1963, 1965, 1967, 1977, 1983, 1985, 1990, 1993, 1994, 1996, 1997, 1998) |
| Arsenal        | Secondo classificato nella FA Premier League 1998-1999               | 14 (1930, 1931, 1933, 1934, 1935, 1936, 1938, 1948, 1953, 1979, 1989, 1991, 1993, 1998)                         |

## Tabellino
| Arbitro: | Graham Barber |

|                             |           |           |
| Kanu 67’ (rig.) Parlour 78’ | Marcatori | 36’ Yorke |

| Arsenal | Manchester United |

### Formazioni
| Arsenal:        |    |                     |     |     |
|                 |    |                     |     |     |
| P               | 13 | Alexander Manninger |     |     |
| D               | 2  | Lee Dixon           |     |     |
| D               | 5  | Martin Keown        | 25’ |     |
| D               | 18 | Gilles Grimandi     |     |     |
| D               | 3  | Nigel Winterburn    |     |     |
| C               | 15 | Ray Parlour         |     | 88’ |
| C               | 4  | Patrick Vieira      | 25’ |     |
| C               | 17 | Emmanuel Petit      |     |     |
| C               | 16 | Sylvinho            |     | 64’ |
| A               | 8  | Fredrik Ljungberg   |     |     |
| A               | 25 | Nwankwo Kanu        |     |     |
| A disposizione: |    |                     |     |     |
| P               | 24 | Stuart Taylor       |     |     |
| P               | 31 | John Lukic          |     |     |
| D               | 19 | Stefan Malz         |     |     |
| D               | 22 | Oleh Lužnij         |     | 88’ |
| C               | 21 | Luís Boa Morte      |     | 64’ |
| C               | 30 | Paolo Vernazza      |     |     |
| A               | 12 | Christopher Wreh    |     |     |
| Allenatore:     |    |                     |     |     |
| Arsène Wenger   |    |                     |     |     |

| Manchester Utd: |    |                     |     |     |
|                 |    |                     |     |     |
| P               | 1  | Mark Bosnich        |     |     |
| D               | 12 | Phil Neville        |     |     |
| D               | 21 | Henning Berg        |     |     |
| D               | 6  | Jaap Stam           |     | 46’ |
| D               | 3  | Denis Irwin         |     |     |
| C               | 7  | David Beckham       | 21’ |     |
| C               | 8  | Nicky Butt          | 25’ | 81’ |
| C               | 18 | Paul Scholes        |     |     |
| C               | 14 | Jordi Cruijff       |     | 62’ |
| A               | 9  | Andy Cole           |     |     |
| A               | 19 | Dwight Yorke        |     |     |
| A disposizione: |    |                     |     |     |
| P               | 31 | Nick Culkin         |     |     |
| D               | 4  | David May           |     | 46’ |
| D               | 13 | John Curtis         |     |     |
| C               | 33 | Mark Wilson         |     |     |
| C               | 34 | Jonathan Greening   |     |     |
| A               | 10 | Teddy Sheringham    |     | 81’ |
| A               | 20 | Ole Gunnar Solskjær |     | 62’ |
| Allenatore:     |    |                     |     |     |
| Alex Ferguson   |    |                     |     |     |